# پیترزویل (مریلند)
پیترزویل (به انگلیسی: Petersville) یک منطقهٔ مسکونی در ایالات متحده آمریکا است که در شهرستان فردریک، مریلند واقع شده‌است. پیترزویل ۱۵۶٫۹۷ متر بالاتر از سطح دریا واقع شده‌است.